# Cold (banda)
Cold es una banda de  Metal alternativo de Jacksonville, Florida, EE. UU.. Con el lanzamiento de su álbum homónimo Cold en 1998, la banda rápidamente llegó a ser conocida por su letras y la singularidad de la voz del grupo.

## Historia

### Inicios (1996–1997)
Cold, que al principio se llamada Grundig, se formó en 1996 por el vocalista Scooter Ward, el batería Sam McCandless, el bajista Jeremy Marshall y el guitarrista Matt Loughran. La banda, inicialmente se instaló en Jacksonville pero después se trasladó a Atlanta para intentar hacerse un hueco en la industria musical. Durante este tiempo, Matt Loughran dejó la banda y fue reemplazado por Sean Lay. Tras la unión a la banda de Kelly Hayes, decidieron volver a Florida tras no tener éxito en Atlanta.

### Álbum Homónimo (1998–1999)
La banda poco a poco se fue haciendo un nombre en Jacksonville y fue seguida por Fred Durst, vocalista de Limp Bizkit. Impresionado por lo que había escuchado de ellos, Durst invitó a Ward a grabar dos canciones acústicas, "Check Please" y "Ugly". Las dos demos grabadas fueron entregadas al productor Ross Robinson, quien impresionado por ese material permitió a Cold grabar su álbum de debut, el homónimo Cold, lanzado en 1998. El álbum tuvo poco éxito y fue distribuido por A&M Records, sello ahora propiedad de Interscope.

### 13 Ways to Bleed on Stage (2000–2002)
Tras seguir los pasos en la escena musical independiente de la banda, la discográfica Geffen financió el segundo disco de la banda titulado 13 Ways to Bleed on Stage, lanzado en el 2000. Durante este tiempo Sean Lay dejó la banda y fue sustituido por el guitarrista Terry Balsamo. El álbum tuvo mucho más éxito que su disco de debut y alcanzó el puesto 1.º en el chart Heartseekers del Billboard además de entrar en el top 100 de la lista de álbumes. Los sencillos extraídos de este álbum fueron "Just Got Wicked", "End of the World", "No One" y "Bleed".

### Year of The Spider (2002–2004)
Con el éxito de 13 Ways to Bleed on Stage, Geffen financió el tercer álbum de la banda, Year of the Spider, lanzado en 2003. Este fue el álbum de la banda con más éxito comercial, ya que entró en su primera semana en el puesto 3.º del Billboard con cerca de 100 000 copias vendidas. El primer sencillo del álbum, "Stupid Girl" (en el que colabora Rivers Cuomo de la banda Weezer), ha sido la única canción de la banda en entrar en el Billboard Hot 100, donde alcanzó el puesto #87. Tras el lanzamiento del segundo sencillo del álbum, "Suffocate", la banda planeó hacer un video de la canción. Sin embargo por razones desconocidas, Geffen no quiso hacer un video ni promocionar más el álbum. Estos problemas con la discográfica provocaron frustraciones en la banda y a finales de 2003, Terry Balsamo dejó el grupo para ocupar el lugar dejado en Evanescence por Ben Moody. Balsamo fue reemplazado por el ex componente de Darwin's Waiting Room, Eddie Randini.
En 2004, el guitarrista Kelly Hayes dejó la banda declarando que no le llenaba la música. Esto provocó los comentarios de Ward, que dijo que Hayes abandonó la banda para centrarse en otros proyectos y triunfar. Una semana después de su marcha, Hayes confirmó su entrada en la banda Allele, con la que había estado trabajando desde que Terry Balsamo dejó la banda. Cold por aquel entonces hizo esfuerzos para lanzar otro sencillo de Year of the Spider. Sin embargo, Geffen permaneció firme en su posición de no promocionar más el álbum (a pesar de haber sido disco de oro). Tras esto Cold lanzó por su cuenta otro sencillo del álbum, titulado "Gone Away", que es la canción secreta que hay tras el tema "Kill the Music Industry". La canción empieza en el minuto 16:06, tras 13 minutos y 13 segundos de silencio.
La banda también grabó canciones para la banda sonora del videojuego Psi-Ops: The Mindgate Conspiracy, concretamente los temas "With My Mind", "Came All the Way", "Just Got Wicked (Chris Vrenna Remix)", y "Go Away (Chris Vrenna Eye Socket Remix)" y se embarcó después en un pequeño tour junto a Sevendust para promocionar "With My Mind". La banda también actuó en el E3 para promocionar el videojuego.

### A Different Kind of Pain (2004–2005)
En septiembre de 2004, la banda firmó con Atlantic Records para lanzar un nuevo álbum. El disco iba a ser producido por Elvis Baskette y lanzado en diciembre de 2004. Pero en aquella época, Cold sufrió otro cambio en la banda ya que Edward Rendini se marchó de la banda sin motivo aparente. Tras esto el lanzamiento del álbum fue retrasado hasta la primavera de 2005. Antes de lanzar el álbum, Cold volvió al estudio para grabar más canciones. El álbum originalmente se iba a titular And a Sad Song Lives On pero la banda decidió cambiar el título por The Calm that Killed the Storm, y otra vez se retrasó su fecha de salida hasta septiembre.
En junio de 2005, la banda comunicó en su web que otra vez habían cambiado el título del álbum y que se llamaría A Different Kind of Pain. El disco, que salió en la fecha comprometida por la banda, debutó en el puesto 26 del Billboard con más de 36 000 copias vendidas en su primera semana. "Happens All the Time" fue el primer sencillo del álbum y la canción que daba título al álbum, "A Different Kind of Pain", fue el segundo a pesar de que Atlantic no grabó un videoclip para el tema. La mayor parte del álbum fue escrita por Ward en la habitación de su hermana. Su hermana había tenido una larga y dura batalla contra el cáncer y se dijo que había sido la raíz del título del álbum.

### Disolución (2006–2008)
En febrero de 2006, alguien, haciéndose llamar Ward, dejó un mensaje en la web de la banda en el que daba las gracias a los fanes por su apoyo en estos años y en el que comentaba la disolución de Cold. Poco después, Ward se disculpó por los comentarios del impostor y comentó que Cold no se iba a disolver, sino que se iban a tomar un descanso para trabajar en proyectos paralelos.
La banda estaba preparando un DVD para mantener satisfechos a sus fanes mientras se tomaban dicho descanso, pero tras consultar con un gran amigo de la banda, Cold decidió parar ese DVD. La razón era que el frontman Scooter Ward decidió centrarse solo en su nueva banda, When November Falls. En el MySpace de la banda, Ward anunció que él y McCandless habían empezado un proyecto titulado When November Falls. Desde ese anuncio, McCandless nunca ha sido mencionado en alguna información sobre When November Falls y el batería de Limp Bizkit, John Otto fue anunciado como batería del álbum de ese proyecto. Tras todo este lio, en noviembre de 2006, un post en su MySpace anunciaba la separación de Cold.

### Reunion Nuevo Álbum Superfiction (2008—2012)
El 25 de julio de 2008, un blog escrito por Ward en The Killer y MySpace de la estrella confirmó tanto a b-sides / liberan rarezas y un nuevo álbum de Cold con la formación original, por el otoño de 2009.
En enero de 2009 Cold anunció oficialmente las primeras fechas de su gira de reunión en la página MySpace de la banda. Cuando la página se actualizó originalmente, la alineación consistió en Scooter Ward, Sam McCandless, Jeremy Marshall, Kelly Hayes y Terry Balsamo. Hayes fue reemplazado por Joe Bennett, quien se separó de Cold en julio de 2009 y ha sido sustituido por el exguitarrista Cold Zac Gilbert. Terry Balsamo fue reemplazado brevemente por Michael Harris de Idiot Pilot, quien también tocó el bajo en The Killer y the Star. Después de la primera gira en la primavera, la banda salió a la carretera de nuevo más tarde ese verano.
Cold confirmado en su sitio que el álbum tuvo un lanzamiento a mediados de julio de 2011. [4] [5] A pesar de que inicialmente bautizado como el "último álbum," Ward ha dicho en "Adicción Alternativa" que Cold continuará grabando y de gira después del quinto álbum. [cita requerida] El primer sencillo oficial de Superfiction era "Wicked World".

### Live In Jacksonville DVD/doble álbum, salida de Jeremy Marshall (2012–2016)
En noviembre de 2012, Scooter Ward reveló que a través del Facebook de Cold que iba a grabar un álbum acústico en 2013. Fue creado para incluir versiones acústicas de estudio favoritos de los fanes de los primeros cuatro álbumes, caras B, rarezas y cuatro nuevas canciones. [7 ] en abril de 2013, Ward informó que además del disco acústico se estableció un álbum doble en vivo para ser registrado en mayo de 2013 en Jacksonville. [8] sin embargo, desde entonces no había noticias sobre el álbum acústico y la grabación del disco en directo fue empujado hacia atrás.
El 7 de febrero de 2014, Cold comenzó una campaña de Indiegogo para la grabación del álbum doble en vivo y DVD, inicialmente titulado Live in Orlando. La campaña terminó con 167% de la meta planteada.
En febrero, el 28, cold tocó su primer concierto en casi tres años en el centro de la Feria de la Florida con la saliva. [9]
El 28 de abril de 2014, la fecha y la ubicación mostrar para el DVD en vivo fueron anunciados - 12 de julio de Jacksonville Beach, Florida. La banda también realizó un concierto como Grundig el 11 de julio de 2014 y regrabado el repertorio de seis temas en vivo (grabado originalmente en Furias en 1996) con intenciones de liberar el registro digital. [10] [11] [12]
El 12 de julio de 2014, la banda tocó y grabó un concierto en vivo en la Universidad del Norte de Florida Teatro de 27 canciones en total, [13] incluyendo actuaciones de piano / acústicos especiales de "Black Sunday", "Bleed", "Cure My Tragedy" y "Rain Song" y apariciones especiales invitados como Damián Starkey de Burn Season/ Puddle of Mudd que realizó "Suffocate" con la banda en el escenario y un fan Ethan York que tocó la batería en "Just Got Wicked". [14] la fecha de lanzamiento del DVD en vivo está todavía por confirmar.
El 11 de noviembre de 2014, la banda anunció a través de Facebook que Jeremy Marshall ha dejado Cold para perseguir otra banda llamada Fall to June, y será reemplazado por Lindsay Manfredi. cold también ha anunciado que van a empezar a escribir un nuevo álbum en diciembre. [15]

### Regreso de Terry Balsamo, nuevo sello y nuevo álbum (2016–presente)
El 8 de julio de 2016, Cold rompió su silencio vía Facebook, anunciando que se encuentran trabajando con Terry Balsamo de manera oficial como guitarrista permanente desde su salida en el 2004, en su nuevo material que vera la luz en el 2017, a través del sello Napalm Records (Skindred, Devil Driver, Cavalera Conspirancy entre otros).

## Miembros actuales
- Scooter Ward – voz principal, teclados, guitarra rítmica (1986–2006, 2009–presente)
- Sam McCandless – batería, percusiones (1986–2006, 2009–2015, 2019–presente)
- Lindsay Manfredi – bajo (2014–presente)
- Nick Coyle – guitarra líder, voz secundaria (2017–presente), teclados (2021–presente)
- Jonny Nova – guitarra rítmica (2018–present), programación (2021–presente)

### Miembros pasados
- Matt Loughran – guitarra líder (1986–1992, 2004–2006)
- Jeremy Marshall – bajo, voz secundaria (1986–1995, 1996–2006, 2009–2014)
- Sean Lay – guitarra líder (1992; solo con Grundig)
- Pat Lally – bajo (1995–1996; solo con Diablo)
- Kelly Hayes – guitarra (1992–2004, 2009)
- Terry Balsamo – guitarra (1999–2004, 2009, 2016–2018)
- Eddie Rendini – guitarra rítmica (2004; fallecido en 2015)
- Mike Booth – guitarra rítmica, teclados (2005)
- Zac Gilbert – guitarra rítmica (2005–2006), guitarra líder (2009–2016)
- Joe Bennett – guitarra líder (2009)
- Michael Harris – guitarra rítmica (2009)
- Drew Molleur – guitarra rítmica, voz secundaria (2010–2016)
- Ethan York – batería, percusiones (2017–2019)

## Discografía

### Álbumes de estudio
| Año                                | Detalles del Álbum                                                                                     | Mejor posición | Mejor posición | Mejor posición | Certificación de la RIAA |
| Año                                | Detalles del Álbum                                                                                     | US             | Heat           | UK             | Certificación de la RIAA |
| ---------------------------------- | --- | -------------- | -------------- | -------------- | ------------------------ |
| 1998                               | Cold - Lanzamiento: 2 de junio de 1998 - Discográfica: A&M, Flip Records                               | —              | —              | 146            | —                        |
| 2000                               | 13 Ways to Bleed on Stage - Lanzamiento: 12 de septiembre de 2000 - Discográfica: Geffen, Flip Records | 98             | 1              | 85             | Oro                      |
| 2003                               | Year of the Spider - Lanzamiento: 13 de mayo de 2003 - Discográfica: Geffen, Flip Records              | 3              | —              | 144            | Oro                      |
| 2005                               | A Different Kind of Pain - Lanzamiento: 30 de agosto de 2005 - Discográfica: Lava                      | 26             | —              | —              | —                        |
| 2011                               | Superfiction - Lanzamiento: 19 de julio de 2011 - Discográfica: SonicStar                              | —              | —              | —              | —                        |
| 2019                               | The Things We Can't Stop - Lanzamiento: 13 de septiembre de 2019 - Discográfica: Napalm Records        | —              | —              | —              | —                        |
| "—" denota que no entró en listas. | |                |                |                |                          |

### EP
| Año  | Detalles del Álbum                                              |
| ---- | --------------------------------------------------------------- |
| 1998 | Oddity EP - Lanzado: 1998 - Sello: Flip                         |
| 2000 | Project 13 - Lanzado: 2000 - Sello: Flip                        |
| 2000 | Something Wicked This Way Comes - Lanzado: 2000 - Sello: Geffen |
| 2003 | Acoustic EP - Lanzado: 2003 - Sello: Geffen                     |

### Sencillos
| 1998                                   | "Go Away"                  | —  | —  | —  | 102 | Cold                                                  |
| 1998                                   | "Give"                     | —  | —  | —  | 93  | Cold                                                  |
| 2000                                   | "Just Got Wicked"          | —  | 25 | —  | —   | 13 Ways to Bleed on Stage                             |
| 2000                                   | "Confession"               | —  | —  | —  | —   | 13 Ways to Bleed on Stage                             |
| 2001                                   | "No One"                   | —  | 17 | 13 | —   | 13 Ways to Bleed on Stage                             |
| 2001                                   | "End of the World"         | —  | 24 | —  | —   | 13 Ways to Bleed on Stage                             |
| 2001                                   | "Bleed"                    | —  | —  | —  | —   | 13 Ways to Bleed on Stage                             |
| 2002                                   | "Gone Away"                | —  | 28 | —  | —   | WWE Tough Enough 2 banda sonora de Year of the Spider |
| 2003                                   | "Stupid Girl"              | 87 | 4  | 6  | —   | Year of the Spider                                    |
| 2003                                   | "Suffocate"                | —  | 17 | 21 | —   | Year of the Spider                                    |
| 2005                                   | "Happens All the Time"     | —  | 21 | 29 | —   | A Different Kind of Pain                              |
| 2006                                   | "A Different Kind of Pain" | —  | 35 | 38 | —   | A Different Kind of Pain                              |
| "—" indica que no entró en las listas. |                            |    |    |    |     |                                                       |

### Videoclips
- "Go Away" (1998)
- "Give" (1998)
- "Just Got Wicked" (2000)
- "No One" (2001)
- "End of the World" (2001)
- "Bleed" (2001)
- "Gone Away" (2002)
- "Stupid Girl" (2003)
- "With My Mind" (2004)
- "Happens All the Time" (2005)
- "Wicked World" (2011)
- "American Dream" (2012)